# Armand-Charles de La Porte

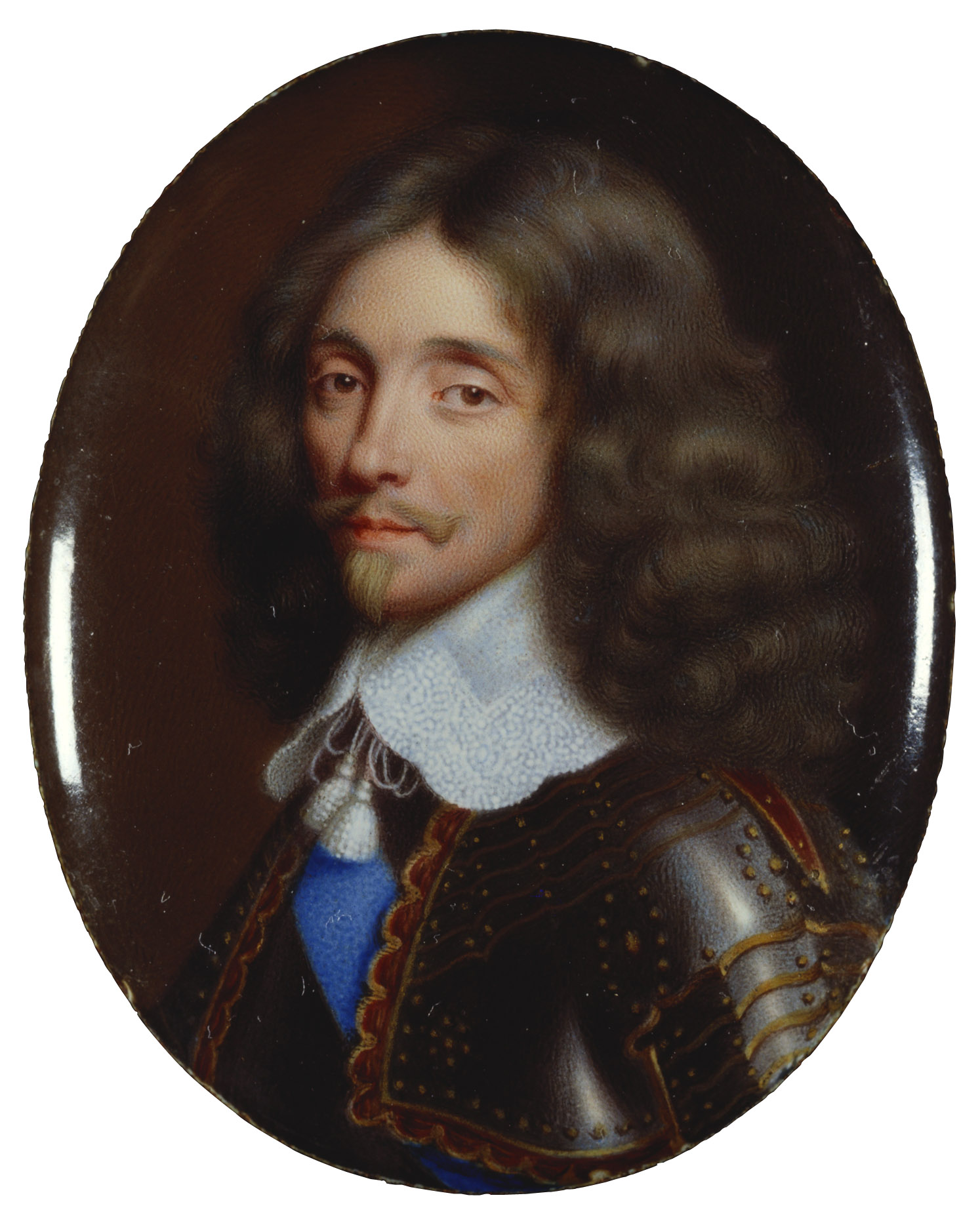
Armand-Charles de La Porte, Email von Jean Petitot, Royal Collection, 1650/60, nach Justus van Egmont, 1648

Armand-Charles de La Porte (* 1632; † 9. November 1713 in La Meilleraye), Duc de Mazarin, Duc de La Meilleraye, Duc de Mayenne, Prince de Château-Porcien, Marquis de Montcornet, Comte de La Fère et de Marle, war ein französischer Aristokrat und Militär, Capitaine général und Großmeister der Artillerie von Frankreich. Am 31. Dezember 1688 wurde er in den Orden vom Heiligen Geist aufgenommen.

## Herkunft und Jugend  (1632–1654)
Armand-Charles de La Porte ist der Sohn von Charles de La Porte, Marschall von Frankreich und Marie Coiffié de Ruzé d’Effiat, der Schwester des hingerichteten Cinq-Mars. 1646 wurde er – 14-jährig – als Nachfolger seines Vaters Großmeister der Artillerie von Frankreich, 1654 Lieutenant général de l’armée.

## Ehe und Familie (1661–1666)
Am 1. März 1661 heiratete er Hortense Mancini, eine Nichte von Kardinal Mazarin, der einen großen Teil seines Vermögens und seiner Titel in die Mitgift der Braut legte – falls der Bräutigam seinen Namen und sein Wappen aufgibt und Namen und Titel des Kardinals annimmt. Mazarin starb acht Tage nach der Hochzeit. Armand-Charles de La Porte folgte dem Kardinal als Gouverneur von Breisach und Philippsburg sowie als Grand bailli von Hagenau.
In Paris belegte der Marquis und spätere (1664) Duc de la Meilleraye einen großen Teil des Palais Mazarin, das nach dem Tod des Kardinals zwischen Hortense und ihrem Bruder Philippe Mancini, dem Herzog von Nevers aufgeteilt worden war.
Die vier Kinder aus seiner Ehe sind:
- Marie Charlotte de La Porte, * 28. März 1662, † 13. Mai 1729; ⚭ 1682 Louis Armand Vignerot du Plessis, Comte d’Agenais und (seit 1704) Duc d’Aiguillon, † 1730 (Haus Vignerot)
- Marie Anne de La Porte, * 1663, † Oktober 1720, Äbtissin in Lys
- Marie Olympe de La Porte, * 1665, † 24. Januar 1754, ⚭ 30. September 1681 Louis Christophe Gigault, Marquis de Bellefonds et de Boullaye, † 1692
- Paul Jules de La Porte, * 25. Januar 1666, † 7. September 1731, Duc de Mazarin et de la Meilleraye; ⚭ (1) Dezember 1685 Felice Charlotte Armande de Durfort-Duras, † 1730, Tochter von Jacques Henri de Durfort, Duc de Duras, Marschall von Frankreich; ⚭ (2) 1731 Françoise de Mailly, Tochter von Louis Charles, Marquis de Mailly, und Anne Marie Françoise de Sainte-Hermine, Witwe von Louis Phélypeaux, Marquis de Châteauneuf (Haus Mailly)

Darüber hinaus residierte er im „Grand-Logis“ von Mayenne, wo er im August 1664 einen feierlichen Einzug hielt. Er unterhielt in Mayenne ein Wohlfahrtsinstitut, ein Collège, gab den Anstoß zu einem allgemeinen Krankenhaus, ließ das Maison de Buttes bauen, erließ eine Verordnung für die Verwaltung von Justiz und Polizei, und trug in hohem Maße zum Bau der Kirche von Ernée bei.

## Psychische Probleme und Trennung
Nach der Geburt des vierten Kindes zerbrach die Ehe. Seine Bigotterie und Bizarrerien, sein extravaganter Jansenismus, seine krankhafte Eifersucht und seine Manien machten es ihr unmöglich, weiter mit ihm zusammenzuleben; sie verließ ihn mit Hilfe ihres Bruders am 13. Juni 1668 und floh nach Italien. Als sie nach Frankreich zurückkehrte, ließ Armand-Charles de La Porte sie in eine Abtei in der Nähe von Melun einsperren, bis sie auf Befehl Ludwigs XIV. freigelassen wurde.
In seiner Bigotterie war er berüchtigt für die Zerstörung von Gemälden, die er für obszön hielt, sowie für die „Entmannung“ von Statuen aus der Sammlung des Kardinals Mazarin, die er geerbt hatte, mit einem Hammer. Jean-Baptiste Colbert setzte diesem Vandalismus ein Ende, nachdem er Ludwig XIV. informiert hatte – er bemerkte eines Tages im Hof des Louvre, als er einen Hammer sah, den ein Steinmetz vergessen hatte: „Hier ist ein Werkzeug, das der Herzog von Mazarin zu gebrauchen weiß!“

## Titel
Durch seinen Vater wurde er Marquis de La Porte, später Duc de la Meilleraye und Pair de France. Sein Großvater mütterlicherseits, Antoine Coëffier de Ruzé, vererbte ihm die Titel eines Comte de Longjumeau, Marquis de Chilly-Mazarin und Baron de Massy.
Seine Ehe brachte ihm durch Kardinal Mazarin die folgenden Titel ein: Duc de Mazarin, Prince de Château-Porcien, Comte de Ferrette, de Belfort, de Thann et de Rosemont, Baron d’Altkirch, Seigneur d’Issenheim und Marquis de Guiscard.
Die Titel, die er von seinem Vater geerbt oder vom Kardinal erhalten hatte, erbte Louise d’Aumont; sie werden heute noch von ihren Nachkommen, den Fürsten von Monaco, geführt.